# 極速快遞
是一部於2022年上映的韓國犯罪動作電影，由導演朴大民的执導，素淡、宋詩曦、金義聖及廉惠蘭領銜主演，並由鄭賢俊、延宇振及韓炫旻聯合演出，於2022年1月12日於韓國上映，香港上映時間原定為2022年1月13日，但由於當地爆發第五波疫情而延後至2022年5月12日上映，台灣上映時間確定為2022年1月28日。

## 劇情
張銀河是一位從北韓脫北後成為特送員的女子，住在釜山，這次她接到一個任務，要到首爾接送一位涉及非法賭博交易的前職業棒球選手金斗植。當張銀河到達接送點時，卻意外遇到金斗植的兒子金書元，並捲入由腐敗警察趙京弼策劃的追逐戰。趙京弼試圖奪回金書元手中的銀行帳戶安全鑰匙，該帳戶內有三千萬美元。金斗植在追逐中為了保護金書元而喪命，趙京弼則將金斗植的死及金書元的失蹤嫁禍給張銀河。趙京弼的手下試圖綁架金書元，但張銀河在激烈追逐後成功阻止他們。
之後，張銀河返回釜山並向她的老闆報告，老闆決定幫助金書元偽造護照，計劃送他出國。然而，在製作護照的過程中，張銀河的老闆被趙京弼殺害，張銀河與趙京弼和他的手下發生激烈搏鬥。趙京弼將金書元推入海中，並試圖射殺張銀河，但張銀河最終將趙京弼刺傷，並與他一同落入海中。金書元得救了，而張銀河則偽裝死亡，成功躲避警方追捕。數天後，金書元被安置在孤兒院和學校，他在那裡過著幸福的生活。放學後，金書元終於再次見到張銀河，兩人一同驅車前往金書元的孤兒院，但張銀河在途中接到了一個新的任務，告訴金書元他們需要前往新的接送地點，暗示她仍繼續擔任特送員的工作。

## 演員陣容

### 主要人物
- 素淡 飾演 張銀河
- 宋詩曦 飾演 趙京弼
- 金義聖 飾演 白社長
- 廉惠蘭 飾演 韓經理

### 其他主角
- 鄭賢俊 飾演 金書元
- 延宇振 飾演 金斗植
- 韓炫旻（朝鲜语：한현민 (모델)） 飾演 Asif

### 其他人物
- 吳隆（朝鲜语：오륭） 飾演 禹室長
- 许栋元 飾演 尚勳
- 白道謙 飾演 永吉
- 申秀吾（朝鲜语：신수오） 飾演 廣搜隊隊員2
- 曹熙奉 飾演 金氏
- 金藝恩 飾演 智善
- 權赫範 飾演 伍光
- 尹大烈 飾演 成代表
- 朴仁樹 飾演 廢車場保管室警察
- 金可林 飾演 記者2
- 康俊奎 飾演 模特兼職生
- 车始元 飾演 廣搜隊隊員4
- 鄭承賢 飾演 主播1
- 韓圭源 飾演 李道英
- 李佳玹 飾演 賭博網站女職員
- 劉伊俊 飾演 賭博網站男職員

### 特別出演
- 俞承豪 飾演 最後特送的男子（友情出演）
- 全錫浩 飾演 樱蜂男
- 崔德文 飾演 任基邦

## 獎項
| 年份 | 頒獎典禮             | 獎項               | 入圍者         | 結果 |
| ---- | -------------------- | ------------------ | -------------- | ---- |
| 2022 | 第51届鹿特丹國際影展 | 老虎獎             | 極速快遞       | 提名 |
| 2022 | 第58屆百想藝術大獎   | 電影部門最佳女主角 | 朴素淡         | 提名 |
| 2022 | 第58屆百想藝術大獎   | 藝術獎             | 崔成謙（武術） | 提名 |
| 2022 | 第27屆春史國際電影節 | 最佳女主角         | 朴素淡         | 提名 |

## 外部連結
- 互联网电影数据库（IMDb）上《極速快遞》的资料（英文）
- 豆瓣电影上《極速快遞》的資料 （简体中文）
- NAVER上《極速快遞》的資料
- Daum上《極速快遞》的資料